# WISE 1541-2250
WISE 1541—2250 (полное обозначение — WISEPA J154151.66-225025.2) — довольно близкий к Солнцу коричневый карлик, находящийся в созвездии Весов.

## Расстояние
В 2013 году был опубликован тригонометрический параллакс 87 ± 54 mas, что соответствует расстоянию 11,5 парсек (37,5 св. лет) и 0,021 ± 0,094 угловой секунды, что соответствует расстоянию >6,0 парсек (>19,6 св. лет). Позже параллакс был уточнён — сначала до 74 ± 31 mas (13,5 св. лет или 4,0 пк), а затем — 175,1 ± 4,4 mas.
При открытии предполагалось, что WISE 1541—2250 является ближайшим известным коричневым карликом, расположенным примерно в 9 световых годах от Солнца, то есть — более чем в два раза дальше, чем расстояние до ближайшей звездной системы Альфа Центавра. WISE 1541—2250 находится на седьмом месте в списке ближайших к Солнцу звёзд. По другой оценке предполагалось, что WISE 1541—2250 находится на расстоянии 5,9 световых лет от Земли, то есть — чуть ближе, чем Звезда Барнарда. В 2012 году был опубликован параллакс звезды, равный 0,087 ± 0,054, что соответствует расстоянию 11,5+18,8
−4,4 парсек или 37,5+61,3
−14,4 световых лет (то есть — не ближе 23,1 световых лет). Однако, из-за очень большой погрешности Киркпатрик с коллегами поставили под сомнение эти данные и оценили расстояние до звезды по данным спектрофотометрии в 4,2 парсека (13,7 световых лет). В 2014 году параллакс был опеределён в 176 ± 9 mas и в 175,1 ± 4,4 mas (5,7 пк, 18,6 св. лет) и появилось предположение, что это двойная система.

## Физические параметры
WISE 1541—2250 относится к спектральному классу Y0 и имеет температуру поверхности около 350 K. Радиус коричневого карлика — 1,01—1,07 радиуса Юпитера, а масса — 8—12 масс Юпитера. WISE 1541—2250 является одним из шести холодных коричневых карликов, спектрального класса Y (наряду с WISE 0410+1502, WISE 1405+5534, WISE 1738+2732, WISE 1828+2650 и WISE 2056+1459), открытых в 2011 году инфракрасным космическим телескопом Wide-field Infrared Survey Explorer (WISE). Его обитаемая зона расположена всего в 50 000 км от поверхности. Однако, планет у коричневого карлика не обнаружено.